# Enkelvoudig kiesdistrict

De Tweede Kamerverkiezingen van 1913 waren een van de laatste Nederlandse verkiezingen met 100 enkelvoudige kiesdistricten in combinatie met een meerderheidsstelsel.

Een enkelvoudig kiesdistrict is een kiesdistrict dat door één kandidaat wordt vertegenwoordigd. Het staat in contrast met een meervoudig kiesdistrict, dat wordt vertegenwoordigd door meerdere kandidaten. Nederland maakte gebruik van uitsluitend enkelvoudige kiesdistricten van 1848 tot 1850 en van 1897 tot 1917.
Enkelvoudige kiesdistricten worden vaak gebruikt in landen met een meerderheidsstelsel zoals het Verenigd Koninkrijk en de Verenigde Staten. In dat geval wordt het ook wel een enkelvoudig districtenstelsel of meerderheidsstelsel genoemd. Het gehele land is hierbij opgedeeld in kiesdistricten van één zetel. Enkel de kandidaat die in zo'n district wint, wordt verkozen. Dit systeem kan echter ook gecombineerd worden met evenredige vertegenwoordiging. Dit wordt een gemengd evenredig kiesstelsel genoemd en wordt bijvoorbeeld toegepast in Duitsland en Nieuw-Zeeland. 

## Enkelvoudig districtenstelsel

De scheve zetel-stemverhouding van de Britse Lagerhuisverkiezingen in 2024 uitgebeeld. De binnenste ring toont het percentage stemmen dat elke partij verdiende. De buitenste ring toont het aantal zetels dat elke partij kreeg.

Van oudsher wordt het woord (enkelvoudig) districtenstelsel geassocieerd en gecombineerd met een meerderheidsstelsel dat bekend staat om zijn onevenredige verkiezingsuitslagen. In tegenstelling tot Nederland en België kennen landen als het Verenigd Koninkrijk, Frankrijk en de Verenigde Staten nog zo'n systeem. In het Verenigd Koninkrijk wordt de kandidaat met het grootste aantal stemmen gekozen, in Frankrijk de kandidaat die de absolute meerderheid haalt. Voor een absolute meerderheid is vaak een tweede ronde nodig tussen de twee kandidaten die het grootste aantal stemmen behaalden.
Het gebruik van kiesdistricten in een meerderheidsstelsel leidt vaak tot een politiek landschap waarin slechts twee of drie grote partijen serieuze kansen hebben op regeringsvorming. Dit komt doordat alleen de winnaar van een kiesdistrict zetels verwerft. Hierdoor kan een partij ook landelijk een meerderheid van de zetels behalen, zelfs als ze slechts een minderheid van de stemmen heeft gekregen. Deze scheve zetel-stemverhouding wordt als een groot nadeel beschouwd. Bovendien hebben kiezers vaak maar een beperkt aantal serieuze partijen om uit te kiezen en kleinere partijen kunnen daardoor slechts een marginale invloed uitoefenen. Een partij die een aanzienlijk deel van de bevolking vertegenwoordigt, kan het moeilijk hebben om zetels te winnen als haar aanhang geografisch verspreid is. Aan de andere kant bevordert dit systeem een stabiele besluitvorming omdat er geen noodzaak is tot coalitievorming.

## Nederlandse geschiedenis
In Nederland werden enkelvoudige kiesdistricten ingevoerd in 1848 als onderdeel van de grondwetswijzigingen onder leiding van Thorbecke, die het parlementaire systeem democratischer wilden maken. Het kiesstelsel bestond uit 100 kiesdistricten, waarin elk district één vertegenwoordiger naar de Tweede Kamer stuurde. Van 1850 tot 1897 bestonden naast enkelvoudige kiesdistricten tevens meervoudige kiesdistricten, waarin meer dan één afgevaardigde gekozen werd. 
Dit systeem bood een directe verbinding tussen kiezer en vertegenwoordiger, maar leidden ook tot grote ongelijkheden en beperkte de representatie van kleinere partijen, waardoor het idee van eerlijke vertegenwoordiging onder druk kwam te staan. In 1917 werden de enkelvoudige kiesdistricten afgeschaft en vervangen door een stelsel van evenredige vertegenwoordiging met in feite één nationaal kiesdistrict, wat de politiek pluriformer maakte en de opkomst van nieuwe partijen bevorderde.

## Gemengde kiesstelsels
Enkelvoudige kiesdistricten vormen vaak een belangrijk onderdeel van gemengde kiesstelsels. Deze kiesdistricten kunnen grofweg op twee manieren gecombineerd worden met een systeem van evenredige vertegenwoordiging.
In een gemengd majoritair stelsel, zoals in Italië en Rusland, wordt een deel van de afgevaardigden rechtstreeks via enkelvoudige kiesdistricten gekozen. Dit kan op basis van een relatieve of absolute meerderheid gebeuren. De rest van de zetels wordt parallel verdeeld via een andere methode, zoals een evenredige nationale kieslijst.
In een gemengd evenredig stelsel, zoals in Duitsland en Nieuw-Zeeland, worden de stemmen in enkelvoudige kiesdistricten gecombineerd met een nationale of regionale partijstem. Deze tweede stem fungeert als een landelijk correctiemechanisme, om de zetelverdeling over de kiesdistricten heen evenredig aan de partijen toe te wijzen.

## Aspecten

### Band tussen kiezer en gekozene
Voorstanders van kiesdistricten met één vertegenwoordiger beweren dat dit een sterkere band tussen de kiezers en de vertegenwoordiger bevordert. Dit zou de verantwoordingsplicht vergroten en zo een rem vormen op incompetentie en corruptie. Van landen met meervoudige kiesdistricten wordt van beweerd dat de persoonlijke band van volksvertegenwoordigers met een kiesdistrict verloren gaat. Een uiterst voorbeeld hiervan is Israël waarbij het gehele land één nationaal kiesdistrict is. Doordat vertegenwoordigers ook nog eens gekozen worden op basis van gesloten partijlijsten is er nauwelijks een band tussen kiezer en gekozene mogelijk.
Aan de andere kant stemmen de meeste kiezers op een kandidaat omdat deze uitkomt voor een bepaalde politieke partij, of omdat ze voorstander zijn van de leider van die partij, en niet zozeer vanwege hun gevoelens voor of tegen de kandidaat zelf. Soms zijn kiezers voorstander van een politieke partij, maar vinden ze een specifieke kandidaat in hun eigen kiesdistrict niet geschikt. Zo won in het jaar 1989 de grootste partij van de zittende regering in Alberta, Canada opnieuw de verkiezingen, maar uit ontevredenheid over het leiderschap verloor de minister-president en leider van de regeringspartij, Don Getty, de zetel in zijn eigen kiesdistrict.

### Weinig partijen
Er wordt beweerd dat kiesdistricten met één vertegenwoordiger de neiging hebben om tweepartijenstelsels (met daarnaast enkele regionale partijen) te bevorderen. Dit principe, de wet van Duverger, wordt empirisch ondersteund door de kubusregel, die laat zien hoe de winnende partij in een meerderheidsstelsel wiskundig oververtegenwoordigd is in de wetgevende macht. Bij de verkiezingen voor het Huis van Afgevaardigden in de Verenigde Staten in 2014 won de Republikeinse Partij bijvoorbeeld 51,2% van de stemmen, maar 56,7% van de zetels.
Voorstanders zien dit effect als gunstig. Ze beweren dat tweepartijenstelsels stabieler zijn en dat de minderheidsoppositie niet onnodig veel macht heeft om een coalitie te breken. Een meerderheidsstelsel minimaliseert de invloed van derde partijen en houdt zo vormen van oppositie buiten de dominante tweestrijd. Critici van tweepartijenstelsels zijn van mening dat ze kiezers minder keuzevrijheid bieden, een overdreven nadruk leggen op kwesties die belangrijker zijn voor marginale zetels en de mogelijkheid van een evenwichtige kamer (of een minderheidsparlement) niet volledig wegnemen. Dit kan ook onevenredig veel macht geven aan onafhankelijken en leiden tot meer, en niet minder, stabiliteit.

### Veilige zetels
Een veilige zetel is een zetel waarin een meerderheid van de kiezers, afhankelijk van het kiesstelsel, een bepaalde kandidaat of partij zo sterk steunt dat de herverkiezing van die kandidaat vrijwel zeker is, nog vóór de stemming. Dit betekent dat stemmen op andere kandidaten feitelijk geen verschil maken voor de uitslag. Dit leidt tot gevoelens van machteloosheid en tot een grotere mate van stemonthouding, zowel bij de aanhangers van de dominante kandidaat (die zich met een gerust hart van stemmen kunnen onthouden omdat de overwinning van hun favoriete kandidaat vrijwel zeker is) als bij de aanhangers van andere kandidaten (die weten dat hun favoriete kandidaat vrijwel zeker zal verliezen). 

### Gerrymandering
De combinatie van enkelvoudige kiesdistricten met een meerderheidsstelsel maakt gerrymandering mogelijk. Dit is de praktijk van het manipuleren van districtgrenzen om één politieke partij te bevoordelen.   Terwijl evenredige kiesdistricten met meerdere zetels ervoor zorgen dat politieke partijen ongeveer evenredig vertegenwoordigd zijn op basis van het aantal stemmen dat zij krijgen, wordt in kiesdistricten met één zetel het gehele district door één politicus vertegenwoordigd, zelfs als een aanzienlijke minderheid (of zelfs een meerderheid, in het geval van meervoudig stemmen) van de kiezers op kandidaten van andere partijen stemt. Dit stelt politieke partijen in staat om verkiezingen in hun voordeel te manipuleren door districten zo in te delen dat hun partij meer districten wint dan hun aandeel in de totale stemmen zou dicteren (bij de staatsverkiezingen van Wisconsin in 2018 bijvoorbeeld won de Republikeinse Partij 45% van de stemmen, maar 64% van de zetels, deels dankzij gerrymandering ).

### Geografische representatie
In tegenstelling tot wat algemeen wordt aangenomen, heeft een onderzoek uit 2023 uitgewezen dat systemen met één zetel in een district niet geografisch representatievere parlementen hebben dan systemen met meervoudige kiesdistricten.